# Sunyani
Sunyani   este un oraș  în  partea central-vestică a Ghanei,  centru administrativ al regiunii Brong-Ahafo și al Districtului Sunyani. În 2000, localitatea avea o populație de 61.992 locuitori.